# コジマ・ワーグナー

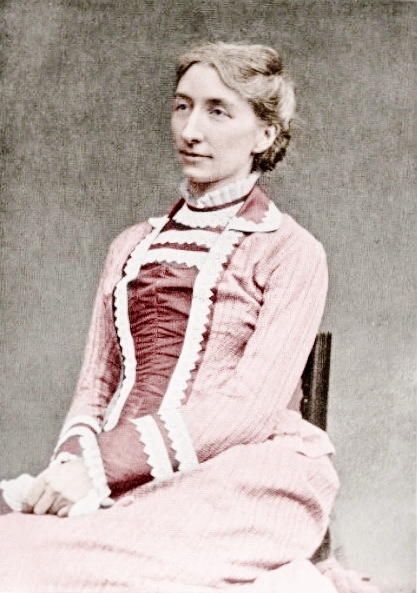
コジマ・ワーグナー（1877年）

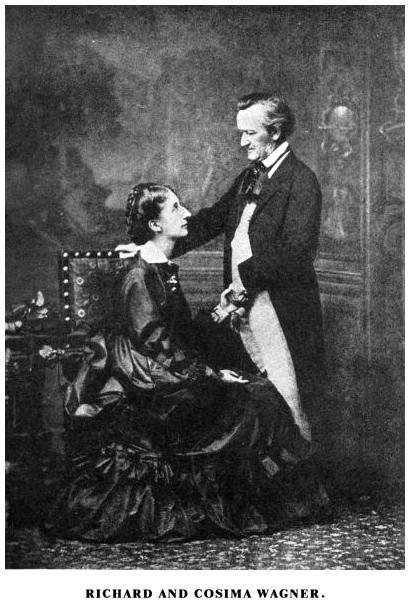
夫リヒャルトと

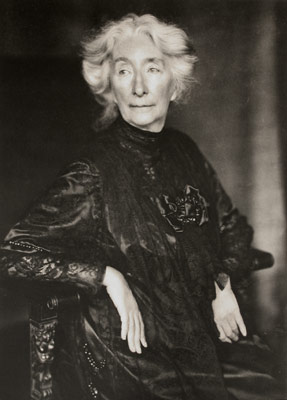
コジマ・ワーグナー（1905年）

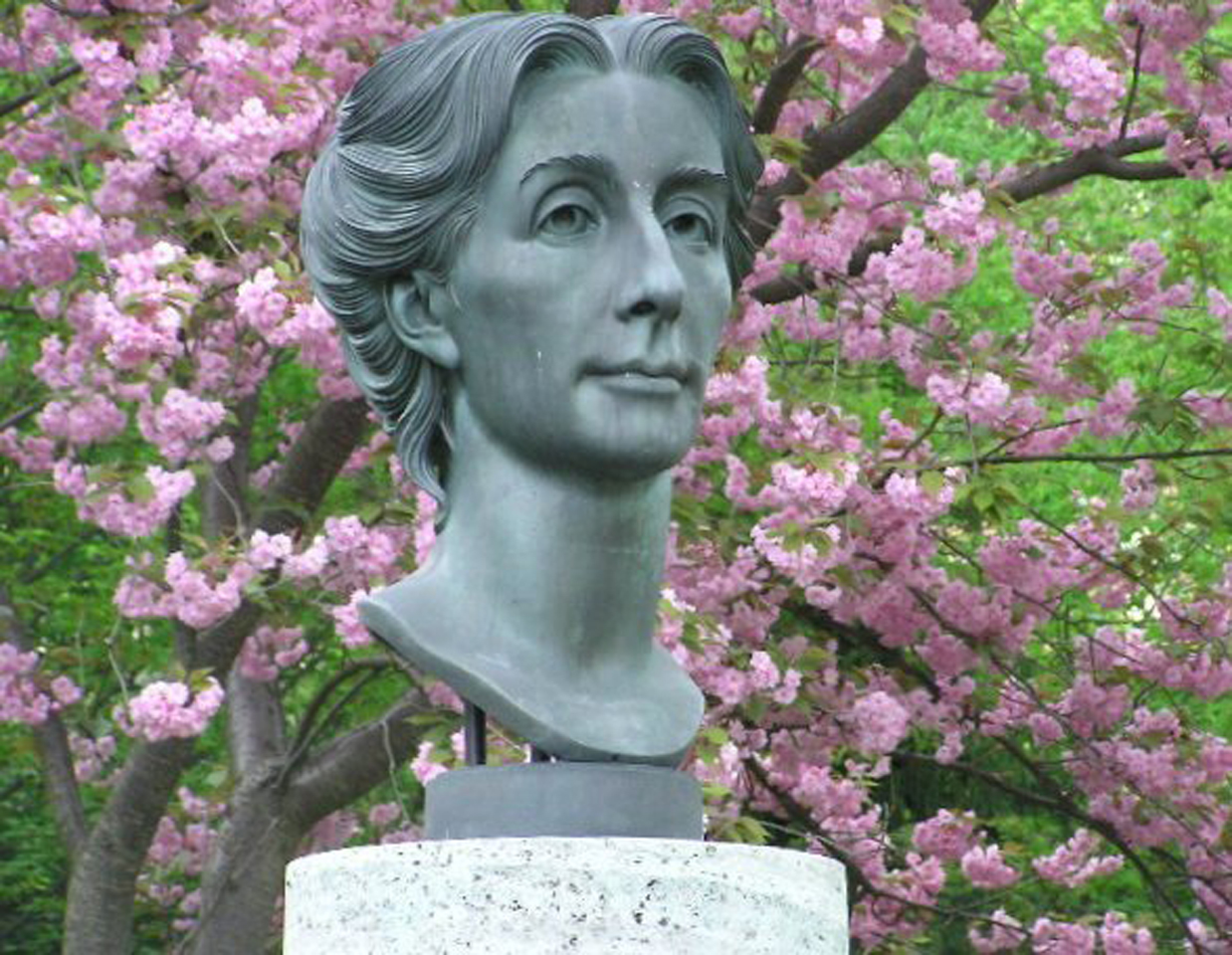
バイロイト祝祭劇場のコジマの胸像

コージマ・フランチェスカ・ガエターナ・ワーグナー（Cosima Francesca Gaetana Wagner, 1837年12月25日 - 1930年4月1日）は、リヒャルト・ワーグナーの2番目の妻。父親はピアニストで作曲家のフランツ・リスト、母親は後にダニエル・ステルン（スターン）のペンネームで作家活動を行うマリー・ダグー伯爵夫人。両親は10年以上にわたり愛人関係にあり、その次女としてイタリアのベッラージョで生まれた。

## 概要
乳母に育てられた後に姉のブランディーヌ・リスト（Blandine Liszt）と2人でリストの母親アンナ・リストにひきとられ、寄宿舎にあずけられた。再びアンナ・リストのもとに戻るが、その後ロシアから呼び寄せられたペテルシ夫人を後見人として教育を受ける。
この頃9年ぶりに父親であるリストと再会している。その後、ベルリンのビューロー夫人のもとで教育を受ける。1857年に指揮者ハンス・フォン・ビューローと結婚し、二児を産んだが後に別居した。
1862年にリヒャルト・ワーグナーと知り合い、次第に引かれ合うようになった。1865年にはワーグナーとの間に長女イゾルデが誕生した。翌年にはスイスのルツェルン郊外トリプシェンで同棲生活をはじめている。1867年に次女エーファ、1869年には長男ジークフリートを出産した。
1870年にビューローと正式に離婚し、ワーグナーと正式に再婚して、この年の彼女の誕生日のためにワーグナーが作曲したのが『ジークフリート牧歌』である。この作品は彼女の誕生日の朝、寝室横の階段で、ワーグナーの友人たちによって初演された。彼女は1869年からワーグナーが亡くなる1883年まで日記を付けており、これが後に出版されている。
夫の死後、1906年までバイロイト音楽祭を取り仕切り、作品の再演に尽力した（上演演目を『さまよえるオランダ人』以降に限定したのも彼女の意向による）。地位をジークフリートに譲った後も、音楽界に長く影響を残し続けた。
かつてワーグナーと親交があったニーチェは自著『この人を見よ』において「私が自分と同等の人間であると認めている唯一の場合が存在する。私はそれを深い感謝の念を籠めて告白する。コージマ・ワーグナー夫人は比類ないまでに最高の高貴な天性の持ち主である。」と称賛している。
1930年に死去。同じ年に長男ジークフリートも後を追うように亡くなった。

## 日本語訳
- 『コジマの日記　リヒャルト・ワーグナーの妻』東海大学出版会[注 1]